# Custo social
Custo social, em economia, representa todos os custos que são associados a alguma atividade econômica. Abrange os custos advindos da produção de certo produto (custo privado) e os custos externos à firma, que são percebidos pela sociedade como um todo (externalidade).
Se o custo social excede o custo privado, há uma externalidade negativa, ou seja, a produção do bem é prejudicial para a sociedade. Poluição é um exemplo, pois a firma, ao gerar poluentes no processo produtivo, não é tão prejudicada quanto a sociedade. Portanto para esta última, o custo é mais elevado.
Se o custo privado é maior do que o custo social, há uma externalidade positiva. Um exemplo: quando uma empresa que trabalha com serviços educacionais, beneficia indiretamente toda uma comunidade, mas recebe pagamento somente pelo benefício direto obtido pelo receptor da educação (problema de apropriabilidade). Neste caso, toda a sociedade gostaria de ter mais educação, mas poucos teriam interesse em "produzi-la" sem receber um retorno maior. Os dois casos podem ser referidos como distorções de mercado, pois os recursos seriam alocados de forma ineficiente. A condição da otimalidade de Pareto não ocorre aqui.